# Налбандов, Эдем Усеинович
Эдем Усеинович Налбандов (крымскотат. Edem Nalbandov, 25 декабря 1926, с. Капсихор Крымская АССР — 22 мая 1999, Симферополь) — композитор, хормейстер, член Союза композиторов Украины (1992), член Союза композиторов СССР (1977), заслуженный деятель культуры Узбекистана, заслуженный деятель искусств Украины (1996), лауреат Государственной премии АР Крым.

## Биография
Окончил музыкальную школу по классу скрипки в Карасубазаре. В депортации окончил Ленинабадское музыкальное училище, в 1962 — дирижёрско-хоровой факультет Ташкентской консерватории. Брал уроки композиции у Б. Зейдмана. В 1964—1965 году руководил Крымскотатарским ансамблем песни и танца «Хайтарма». В 1977 — директор Джизакского музыкального училища. В 1980—1993 годах работал в Ташкентском институте культуры. В 1986 году был награждён орденом «Знак Почета». В 1990 году защитил диссертацию в Алма-Атинской консерватории, получил звание доцента. Руководил созданной по его инициативе секцией крымскотатарской музыки при Союзе композиторов Узбекистана.
В 1993 году вернулся в Крым. По его инициативе была открыта кафедра музыкального воспитания в Крымском государственном индустриально-педагогическом институте. В те же годы преподавал в Симферопольском музыкальном училище.
В 1998 году Американский библиографический институт (Нью-Йорк) назвал Эдема Налбандова «Человеком Года». В 2000 году наградил медалью Чести за неоценимый вклад в сокровищницу мирового искусства.

## Творчество
Основные произведения: одноактный балет «Большая свадьба», музыкальная комедия «Дубаралы той» («Бедная свадьба») Ю. Болата, обработки народных песен для хора, рапсодия, увертюра, концертино для флейты и фортепиано, адажио и песня без слов для виолончели и фортепиано, вариации для трубы и оркестра, песни и романсы.
Автор музыкального пособия «Музикада басамачикълар» («Музыкальные шаги»). В 1977 в Ташкенте вместе с композитором Ильясом Бахшишом издал сборник крымскотатарских народных песен «Сабанынъ саарь» («На рассвете»), переиздание которой в 1996 в Симферополе содержит тексты 348 песен.